# Burraia

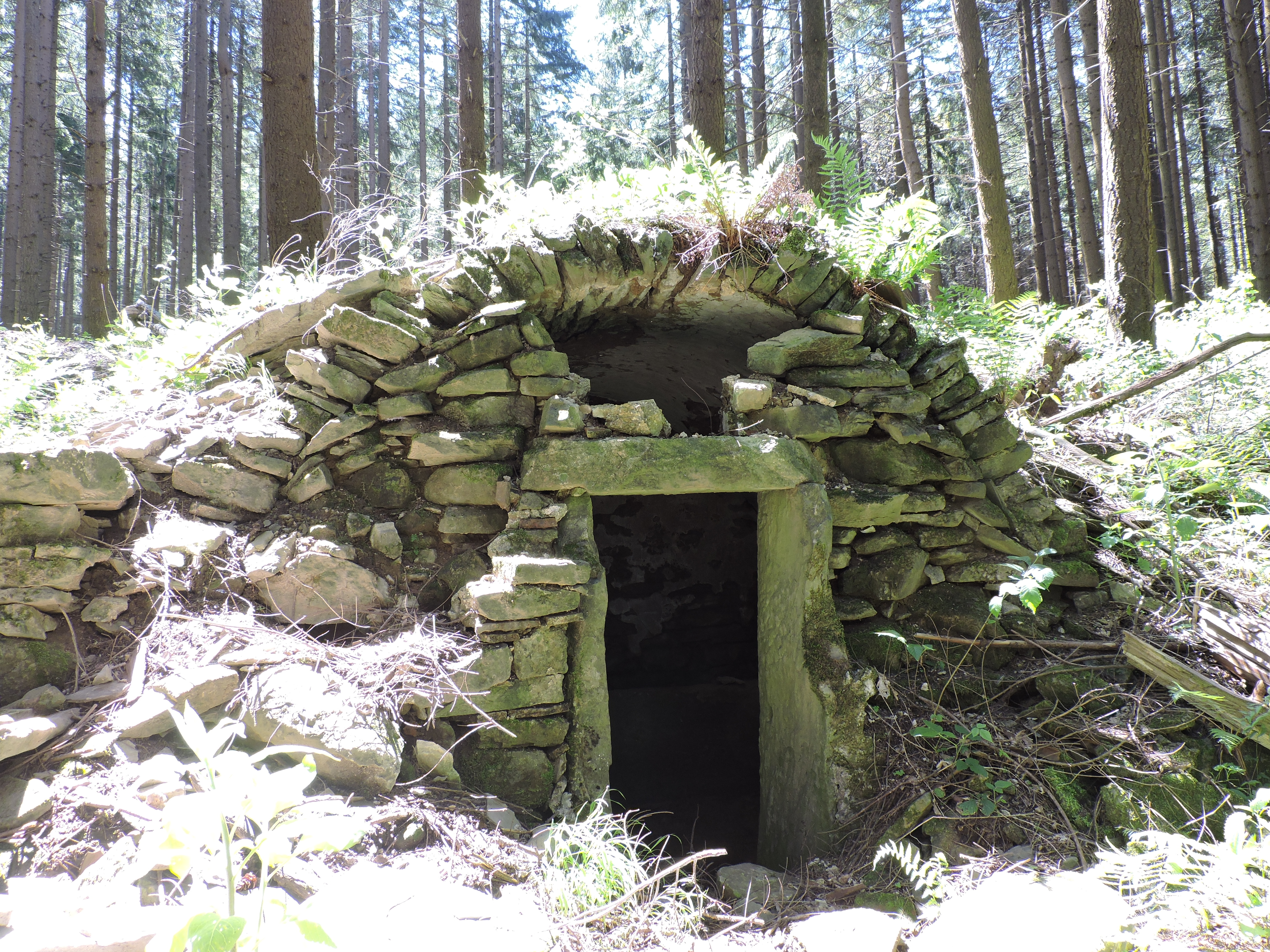
Burraia nel comune di Vernio

La burraia è il locale dove si fabbricava o conservava il burro o, più in generale, adibito alla lavorazione del latte. In Lombardia veniva denominata casone.

## Caratteristiche
Si tratta una costruzione rurale edificata nelle zone di pascolo lontane dai paesi o dalle abitazioni dei pastori (alpeggio), quando non era possibile trasportare il latte velocemente per la lavorazione.  A volte era costituita da più locali, dedicati separatamente alla lavorazione del burro, del formaggio e la loro conservazione. Le burraie venivano costruite nelle zone di alpeggio in prossimità di sorgenti o corsi d'acqua e la costruzione garantiva una bassa temperatura interna. Come burraie a volte venivano utilizzate le grotte. Spesso una burraia era condivisa tra più pastori che si organizzavano in turni per l'utilizzo e la manutenzione della burraia stessa.

## Escursionismo
Camminando in campagna od in montagna si possono trovare anche frequentemente le burraie, ormai abbandonate da tempo e sempre più diroccate.
In Toscana è stato realizzato il "Sentiero delle Burraie", sul crinale del Monte Giovi (tra la piana di Firenze ed il Mugello): un anello escursionistico che tocca le vecchie burraie della zona. L'anello è stato aperto nell'ottobre 2008 ed i suoi sentieri sono designati con la sigla "SB".